# 愛知県立緑丘高等学校
愛知県立緑丘高等学校（あいちけんりつ みどりがおかこうとうがっこう）は、愛知県名古屋市守山区緑ケ丘に所在する公立の高等学校。

## 設置学科
総合学科
- 社会人文系列
- 自然科学系列
- 総合生産系列
- ビジネスプランニング系列
- ライフサポート系列
- ファイナンシャルマネジメント系列
- インフォメーションテクノロジー系列

## 歴史
学校の所在地一帯は、明治初年から陸軍の演習場として活用されていた。第二次世界大戦後はアメリカ軍に接収され、引き続き軍用地として使用された。1957年（昭和32年）返還され、守山市と自衛隊がそれぞれ払い下げを受けた。校地はその守山市の土地に建てられた。用地整備に際しては、自衛隊の協力があったという。

### 沿革
- 1960年（昭和35年） - 愛知県立緑丘商業高等学校として開校。開校当時は、守山市立（現：名古屋市立）守山東中学校の敷地内で授業を行った。
- 1961年（昭和36年） - 現在地に移転。
- 2018年（平成30年） - 経理科・情報処理科・総合ビジネス科の募集を停止し、校名を愛知県立緑丘高等学校に改め、総合学科の高校に改編。
- 2020年（令和2年）3月 - 経理科・情報処理科・総合ビジネス科の3学科を閉科。

## 部活動

### 運動部
- 陸上部
- ハンドボール部
- テニス部
- バドミントン部
- 野球部
- 男子バスケットボール部
- 女子バスケットボール部
- 女子バレーボール部
- 剣道部
- 卓球部
- ソフトボール部
- サッカー部
- ダンス部

### 文化部
- 簿記部
- コンピュータ部
- 演劇部
- 書道部
- 被服部
- 吹奏楽部
- 漫画研究部
- 写真部
- 軽音部

## 交通アクセス
- 名鉄瀬戸線「喜多山駅」下車、北西へ徒歩で約15分。
- 名古屋ガイドウェイバス志段味線（ゆとりーとライン）「白沢渓谷駅」下車南東へ徒歩で約15分。
- 名古屋市営バス「緑ヶ丘住宅」バス停下車、東へ徒歩で約7分。
- 名古屋市営バス「緑丘高校」バス停下車、北へ徒歩で約3分。